# Something Right (canción de Westlife)
«Something Right» es una canción original de la banda irlandesa Westlife, de su álbum número nueve, Back Home. La canción fue lanzada como segundo sencillo en Asia y Europa después de su primer sencillo, Home.
La canción fue compuesta por Rami Yacoub, Savan Kotecha y Arnthor Birgisson. También han contribuido en las canciones "Us Against the World, "The Easy Way", y "Pictures In My Head" en el álbum Back Home.

## Listado de canciones

### CD1
1. "Something Right" (Single Mix)
2. "Get Away" (Exclusivo lado-B)

### CD2
1. "Something Right" (Single Mix)
2. "Something Right" (Instrumental)
3. "Hard To Say I'm Sorry"
4. "Something Right" (Vídeo)

## Vídeo musical
El vídeo musical para "Something Right" comenzó el 17 de diciembre de 2007. Fue dirigido por Amber y Brown y fue grabado en Londres. Se estrenó el 7 de marzo del 2008 en los canales musicales.
El vídeo fue grabado usando pantallas verdes, con la banda en un desierto.

## Listas
| Lista                    | Mejor posición |
| ------------------------ | -------------- |
| Australian Singles Chart | 92             |
| Irish Singles Chart      | 43             |
| Swedish Singles Chart    | 46             |
| Swedish Airplay Chart    | 18             |

En Irlanda, la canción alcanzó en el número 43 solo siendo lanzado en descargas digitales y no ser lanzado como sencillo oficial.El sencillo alcanzó el número 1 en radios en Sudáfrica, China, Malasia, Filipinas, Tailandia, y Vietnam, número 2 en Indonesia, número 4 en Nueva Zelanda, número 5 en Alemania, número 16 en Suecia, y número 18 en Austria: También entró en la lista Top Songs de iTunes, en Irlanda, Australia y Nueva Zelanda. También alcanzó al puesto número 8 en The Fridge en Irlanda.
El vídeo musical también alcanzó el top 5 en iTunes en la lista Top Music Videos, en Nueva Zelanda, y alcanzó el número 20 en el MTV Asia Chart Attack.